# George Karrys
George Karrys (n. 15 februarie 1967, Toronto, Ontario, Canada) este un jucător de curl ce a reprezentat Canada, medaliat olimpic. A participat la o ediție a Jocurilor Olimpice (1998) în care a câștigat o medalie de argint.

## Participări
Lista de mai jos prezintă principalele competiții la care a participat George Karrys de-a lungul carierei.
- curling at the 1998 Winter Olympics[*]